# كيفن تيت
كيفن تيت (بالإنجليزية: Kevin Tate)‏ هو كيميائي نيوزيلندي، ولد في 8 أبريل 1943 في لور هوت في نيوزيلندا، وتوفي في 22 يناير 2018 في بالميرستون نورث في نيوزيلندا.